# Duane Kuiper
Duane Eugene Kuiper (né le 19 juin 1950 à Racine, Wisconsin, États-Unis) est un joueur de deuxième but au baseball qui joue dans les Ligues majeures de 1974 à 1985 pour les Indians de Cleveland et les Giants de San Francisco.
Duane Kuiper, surnommé Kuip, est l'actuel descripteur à la télévision des matchs des Giants de San Francisco aux côtés de son ancien coéquipier Mike Krukow.

## Carrière
Duane Kuiper est un choix de première ronde des Indians de Cleveland en janvier 1972. Il évolue à ce moment à l'Université Southern Illinois à Carbondale.
Il amorce sa carrière dans les majeures chez les Indians, jouant son premier match le 9 septembre 1974. Détenteur d'une moyenne au bâton de ,292 en 90 parties à sa saison recrue en 1975, il hérite du poste de joueur de deuxième but principal des Indians pour les quatre années à venir. Il affiche des records personnels de 169 coups sûrs, 50 points produits et 62 points marqués au cours de la saison 1977, en plus d'être second dans la Ligue américaine avec 21 coups sacrifice réussis dans l'année. En 1978, il élève sa moyenne au bâton à un sommet en carrière de ,283 pour une saison.
Le 14 novembre 1981, Kuiper est échangé aux Giants de San Francisco en retour d'Ed Whitson, un lanceur droitier. Il quitte donc Cleveland après sept saisons et des poussières, pour s'aligner avec les Giants durant trois années complètes. Principal joueur de deuxième but de l'équipe en 1982, il joue plus sporadiquement dans les années suivantes et dispute son dernier match en carrière le 27 juin 1985, une saison où il ne joue que neuf matchs pour San Francisco.
Duane Kuiper joue un total de 1057 parties dans les majeures. Sa moyenne au bâton à vie est de ,271 avec 917 coups sûrs réussis dont un seul coup de circuit, frappé avec les Indians en 1977. Il totalise 91 doubles, 263 points produits, 329 points marqués et 52 buts volés en 71 tentatives.

## Carrière dans les médias
Duane Kuiper est descripteur des parties des Giants de San Francisco à la télévision. Il forme un duo surnommé Kruk and Kuip avec son analyste Mike Krukow, qui fut son coéquipier des Giants de 1983 à 1985. Kuiper a remporté cinq prix Emmy.
Il commence sa carrière dans les médias en 1985, commentant quelques matchs des Giants à la radio et à la télévision dans les mois qui suivent l'annonce de sa retraite de joueur. Il est commentateur de 1987 à 1992 avant d'accomplir le même travail pour l'équipe des Rockies du Colorado à leur première saison d'existence en 1993. Il revient dans l'entourage des Giants en 1994 et entame sa collaboration avec Mike Krukow.
La feuille de pointage remplie par Duane Kuiper lors du match du 7 août 2007 entre les Giants et les Nationals de Washington se trouve aujourd'hui au musée du Temple de la renommée du baseball à Cooperstown puisque c'est dans cette partie que Barry Bonds frappa son 756e circuit en carrière, battant le record de Hank Aaron.

## Jeux vidéo
La voix de Duane Kuiper, ainsi que celle de son collègue Krukow, peut être entendue dans les versions 2003, 2004 et 2005 du jeu vidéo MVP Baseball d'Electronic Arts.